# Бечем
Бечем (англ. Bechem) — місто в області Ахафо, Гана. Бечем є столицею району Південний Тано та розташований недалеко від столиці області Бронг-Ахафо міста Суньяні. У місті є один з найкращих педагогічних коледжів в країні, відомий як коледж Святого Йосипа.